# M 26 (звёздное скопление)
M 26 (также известно как Мессье 26 и NGC 6694) — рассеянное звёздное скопление в созвездии Щита.

## История открытия
Скопление было открыто Шарлем Мессье в 1764 году.

## Интересные характеристики
M 26 простирается на 22 световых года в поперечнике, находясь на расстоянии 5000 световых лет от Земли.
Ярчайшая звезда скопления обладает звёздной величиной 11,9m.
Его возраст оценивается в 89 миллионов лет.
Интересным свойством M 26 является область с низкой плотностью звёзд около его ядра. Возможно это вызвано наличием тёмного облака межзвёздного вещества, находящегося между нами и скоплением.

## Наблюдения

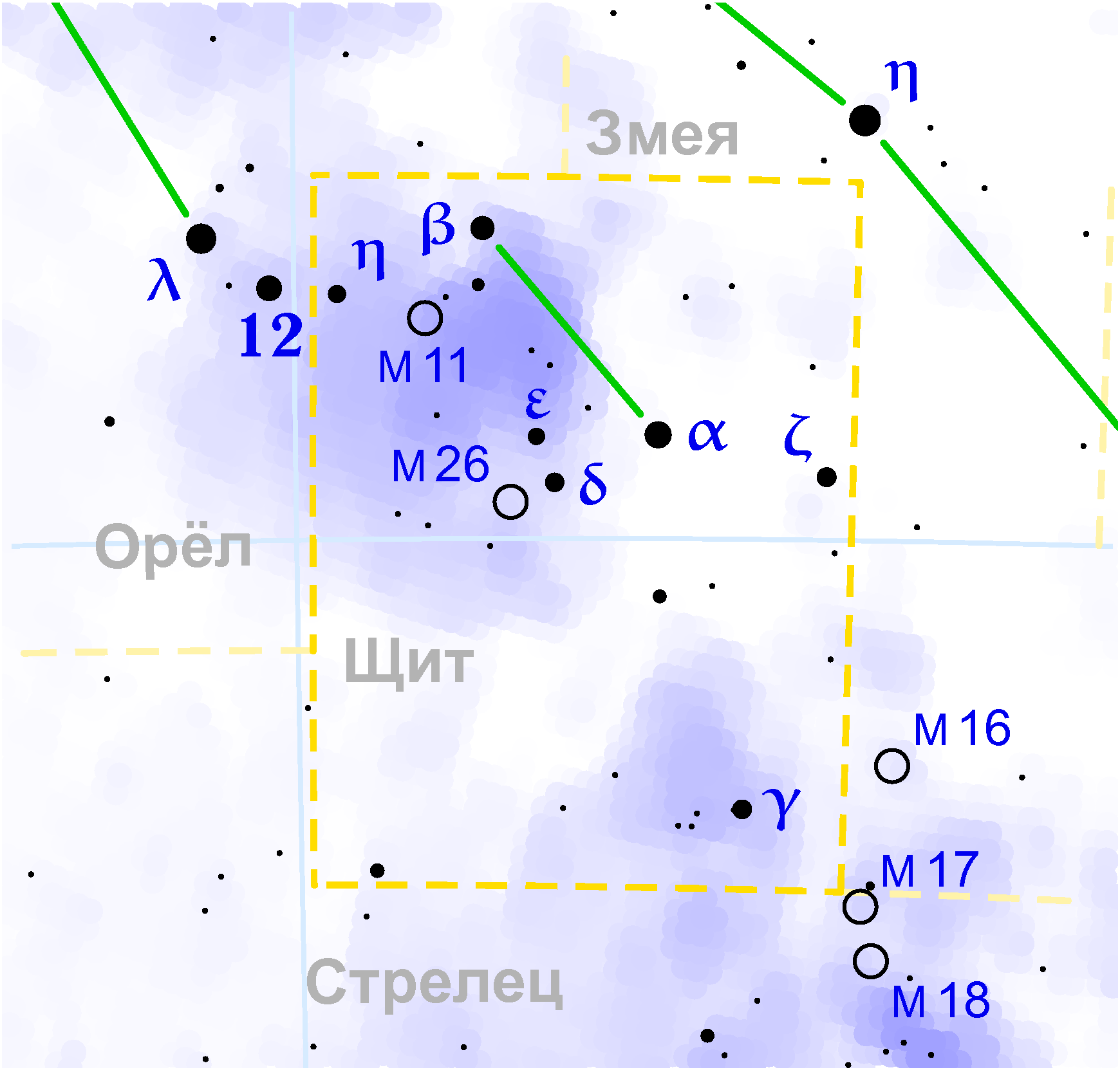
Рассеянное скопление M 26 находится в Созвездии Щита

Это летнее рассеянное скопление расположено в центральной части Щита. Щит назван так по форме облака Млечного Пути в этой части неба. И на фоне множества звёзд выделить это невыразительное скопление не очень просто. В умеренной апертуры телескоп на месте скопления можно видеть четверку звёзд поярче в форме несимметричного ромба и до двух десятков тусклых звёзд вне его. Часть из этих звёзд образуют цепочки отходящие «хвостами» от более яркой четверки.

### Соседи по небу из каталога Мессье
- M 11  — (на север) рассеянное скопление «Дикая Утка», богатое и яркое;
- M 16 и M 17 — (к югу у стыка Щита, Стрельца и Змеи) пара ярких туманностей: «Орёл» и «Омега»;

### Последовательность наблюдения в «Марафоне Мессье»
…M 11 → M 39 → M 26 → M 16 → M 17…